# Glee: The Music, Journey to Regionals

Glee: The Music, Journey to Regionals est un EP regroupant les chansons entendues au cours du 22e et dernier épisode de la première saison de la série télévisée Glee. Il est sorti le 8 juin 2010 aux États-Unis, jour de la diffusion de l'épisode.

## Liste des titres
1. Faithfully (Journey) (Lea Michele et Cory Monteith) (4:33)
2. Any Way You Want It / Lovin', Touchin', Squeezin'  (Journey) (Lea Michele, Cory Monteith, Amber Riley, Kevin McHale, Jenna Ushkowitz, Mark Salling, Dianna Agron, Chris Colfer, Heather Morris, Naya Rivera, Harry Shum Jr., Dijon Talton) (3:07)
3. Don't Stop Believin'  (Regionals version) (Journey) (Lea Michele, Cory Monteith, Amber Riley, Kevin McHale, Jenna Ushkowitz, Mark Salling, Dianna Agron, Chris Colfer, Heather Morris, Naya Rivera, Harry Shum Jr., Dijon Talton) (3:41)
4. Bohemian Rhapsody (Queen)  (Jonathan Groff) (5:56)
5. To Sir, with Love (Lulu) (Lea Michele, Cory Monteith, Amber Riley, Kevin McHale, Jenna Ushkowitz, Mark Salling, Dianna Agron, Chris Colfer, Heather Morris, Naya Rivera, Harry Shum Jr., Dijon Talton) (2:41)
6. Over the Rainbow (Judy Garland) (Matthew Morrison et Mark Salling) (2:31)

## Classements
| Pays        | Meilleure Position | Certifications | Ventes  |
| ----------- | ------------------ | -------------- | ------- |
| Australie   | 3                  |                | 11 356  |
| Canada      | 2                  |                | 14 000+ |
| Irlande     | 1                  |                |         |
| Mexique     | 59                 |                |         |
| Royaume-Uni | 2                  |                | 42 905  |
| États-Unis  | 1                  |                | 351 088 |

## Certifications
| Pays              | Certification | Unités certifiées |
| ----------------- | ------------- | ----------------- |
| Royaume-Uni (BPI) | Argent        | 60 000            |